# Пакистанський стандартний час
Пакистанський стандартний час — стандартна часова зона Пакистану.
Зараз значення Пакистанського стандартного часу — UTC+5.
Пакистан розташований між 61° і 77° східної довготи, тобто у четвертому та п'ятому часових поясах, але зазвичай приймається час східнішого поясу, тож у країні прийнятий UTC+5. Столиця Пакистану — Ісламабад — розташована на 73° 08' сх. д., тож даний часовий пояс є астрономічно вірним, про що свідчить час сходу та заходу Сонця у різні дні року:
| Дата  | Схід | Полудень | Захід |
| ----- | ---- | -------- | ----- |
| 12.02 | 6:55 | 12:22    | 17:48 |
| 21.03 | 6:11 | 12:15    | 18:19 |
| 16.04 | 5:37 | 12:07    | 18:39 |
| 22.06 | 4:58 | 12:09    | 19:21 |
| 23.09 | 5:56 | 12:00    | 18:04 |
| 04.11 | 6:29 | 11:51    | 17:13 |
| 22.12 | 7:08 | 12:06    | 17:03 |

Місто розташовується на 33 паралелі, тож використання літнього часу тут може бути обґрунтоване. У 2002, 2008 та 2009 роках у Пакистані вводився літній час UTC+6

## Історія
До 1947 Пакистан належав до Британської Індії, тож час тут був однаковий з Індією: до 1 січня 1906 — місцевий час Калькутти, після — UTC+5:30. З 1 вересня 1942 по 14 жовтня 1945 діяв літній час UTC+6:30.
29 вересня 1951 року Пакистан змінив часову зону на UTC+5.
Літній час UTC+6 вводився у Пакистані:
- у 2002 році (з 7 квітня по 6 жовтня)
- у 2008 році (з 1 червня до 1 листопада)
- у 2009 році (з 15 квітня до 1 листопада)